# Gerhard Poschner
Gerhard Poschner (Dumitra, 23 de setembre de 1969) és un exfutbolista alemany, que ocupava la posició de migcampista.

## Trajectòria
Tot i que nascut a Romania, als cinc anys es va traslladar amb la seua família a Bietigheim-Bissingen, Alemanya. Va començar a jugar al futbol a les files del VfB Stuttgart, on va romandre fins a 1990.
Va destacar a les files del Borussia Dortmund, equip al qual va militar entre 1990 i 1994. Amb el Dortmund arribaria a la final de la Copa de la UEFA, que perdrien. El 1994 retorna al Stuttgart, durant quatre anys i mig, i el 1999 marxa al Venècia italià.
La temporada 99/00 s'incorpora al Rayo Vallecano. En la competició espanyola seria un dels fixes en una de les èpoques daurades del club madrileny. Posteriorment, militaria al Rapid de Viena, al Polideportivo Ejido i al Munich 1860, fins a la seua retirada el 2004.
Al llarg de la seua carrera, Poschner ha estat present a tres finals europees, perdent-les totes tres: a la Copa de la UEFA de 1989 i 1993, i a la Recopa de 1998.
Després de penjar les botes, ha estat comentarista esportiu. L'agost de 2009 va entrar a formar part de l'equip directiu del Reial Saragossa.

## Palmarès
- Copa d'Alemanya de 1997
- Copa de la Lliga d'Alemanya 1998